# Randzsít Szingh maharadzsa trónja

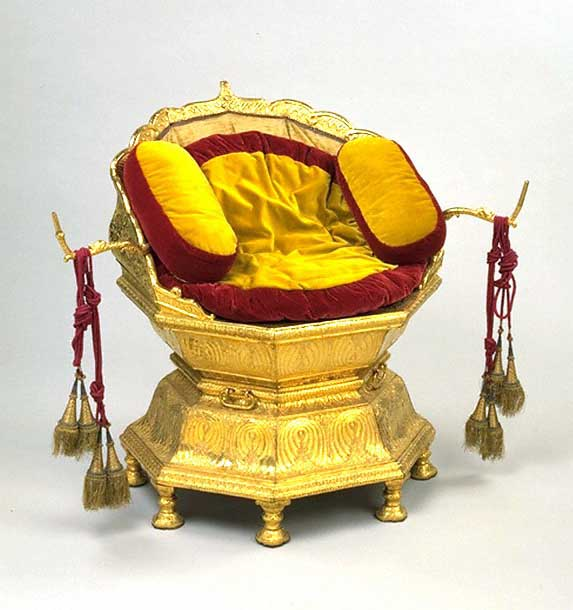
Randzsít Szingh trónszéke

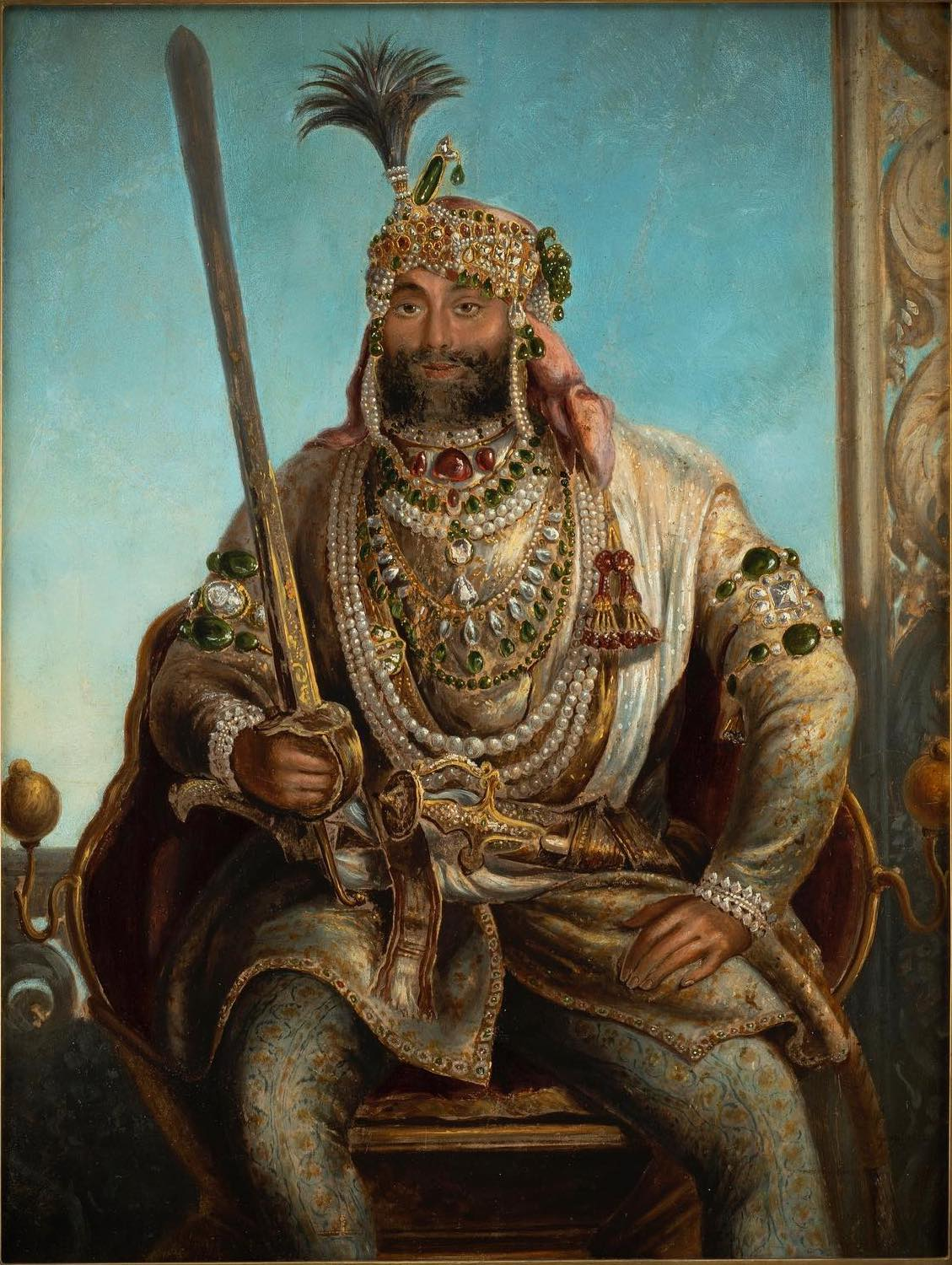
Randzsít Szingh maharadzsa arany trónján ül (kb. 1840-es évek)

Randzsít Szingh maharadzsa trónját Hafez Muhammad Multáni aranyműves készítette 1820 és 1830 között a Szikh Birodalom uralkodója számára. Fából és gyantából készült, trébelt és vésett aranylemezekkel van bevonva.

## Leírása
A gazdagon megmunkált, aranylemezekkel díszített trón Randzsít Szingh udvarának pompáját mutatja. Jellegzetes, csúcsíves talapzatát két sorban lótuszszirmok alkotják. A lótusz a tisztaság és a teremtés szimbóluma, a lótusz trón az indiai művészetben hagyományosan a hindu istenek trónja volt. Mivel a maharadzsa híres volt egyszerű megjelenéséről és a hivalkodó ünnepségek iránti ellenszenvéről, ezért úgy gondolják, hogy ritkán használta a trónt és inkább keresztbe tett lábakkal ült szőnyegen.
A trón 1849-ben a Brit Kelet-indiai Társaság birtokába került, amikor a második angol-szikh háborúban elfoglalták Pandzsábot. Állami tulajdonként Lahorból Londonba vitték és az 1851-es Nagy Kiállításon a Brit Birodalom más kincseivel együtt kiállították. Ezután a Londoni India Múzeumban került kiállításra. Egy indiai diák, Rakhal das Haldar megtekintette a trónt és feljegyezte, hogy „fájdalmas volt látni Pandzsáb oroszlánjának, Randzsít Szinghnek aranyból készült trónját egy egyszerű kiállítási tárgyként.”
A trón később a Viktória és Albert Múzeumba került, ahol a 2518(IS) leltári szám alatt található. A huszadik század végén egy indiai kormány által támogatott szikh regionális szervezet kérte hazaszállítását, de a múzeum elutasította a kérelmet.

## Fordítás
Ez a szócikk részben vagy egészben  a   Maharaja Ranjit Singh's throne című angol Wikipédia-szócikk ezen változatának fordításán alapul.  Az eredeti cikk szerkesztőit annak laptörténete sorolja fel. Ez a jelzés csupán a megfogalmazás eredetét és a szerzői jogokat jelzi, nem szolgál a cikkben szereplő információk forrásmegjelöléseként.